# Scolopsopteron kuscheli
Scolopsopteron kuscheli är en stekelart som beskrevs av Dmitriy Alekseevich Ogloblin 1952. Scolopsopteron kuscheli ingår i släktet Scolopsopteron och familjen dvärgsteklar. Inga underarter finns listade i Catalogue of Life.